# Coinadugu
Coinadugu é uma distrito da Serra Leoa localizado na província do Norte. Sua capital é a cidade de Cabala.